# Fosse de Cassidaigne

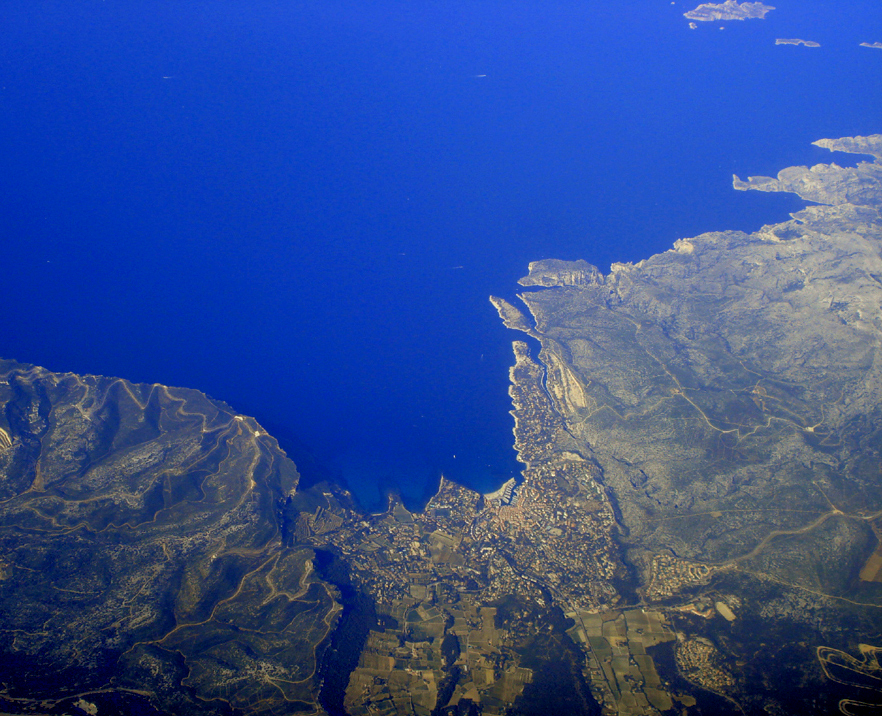
La fosse de Cassidaigne et le Canyon sous-marin dont elle fait partie sont situés à quelques km devant le port de Cassis. Elle fait partie du Parc national des Calanques.

La fosse de Cassidaigne, est une dépression du fond marin (plus de 300 m de fond) de la mer Méditerranée. Plus précisément c'est la partie amont d'un canyon sous-marin.
Elle est située au large du littoral français, au large du littoral de Cassis et Port-Miou, au cœur du Parc national des Calanques.

## Origine des canyons
Deux interprétations principales sont proposées pour expliquer l'existence des canyons : «  de l’amont vers l’aval » ou « de l’aval vers l’amont ».
La première hypothèse (de l’amont vers l’aval) est basée sur le fait que l’on peut, parfois, suivre dans la morphologie sous-marine la continuité entre l'embouchure de certains fleuves, leur vallée incisée sur la plate-forme continentale et le canyon sur la pente continentale. L’analyse sismique montre que c’est au Pliocène supérieur qu’apparaissent les premières grandes incisions, en relation avec une augmentation du flux sédimentaire et de l’amplitude des changements glacio-eustatiques.
La deuxième hypothèse (de l’aval vers l’amont) invoque la formation de glissements initiés au niveau de la pente continentale, puis évoluant vers l'amont sous forme de glissements régressifs. Dans une phase ultérieure, ces incisions se connecteraient à des sources sédimentaires situées sur le rebord de plate-forme, et les courants de turbidité deviendraient alors le processus majeur de creusement du canyon. Il y aurait donc « capture » par ces glissements régressifs de l'embouchure des fleuves.

## Bathymétrie
Le canyon de la Cassidaigne se situe à environ 7 km des côtes de Cassis, dans le prolongement de la plate-forme continentale (110–115 m de profondeur). La structure du canyon se divise en trois zones clefs :
- La tête du canyon ;
- Le goulet d’étranglement ;
- La plaine abyssale.

### Tête du canyon
La tête du canyon débute vers 120 m de profondeur et se divise en deux diverticules à l’est et à l’ouest. L’inclinaison des pentes de la tête de canyon varie selon la profondeur et l’emplacement géographique. D’un point de vue topographique, on trouve des pentes de 15-30° vers 130–250 m de profondeur, 45-90° entre 300 et 400 m et 0-40° au-delà de 400 m de profondeur (OFRS, 1964).
À 500 m de profondeur, la pente s’adoucit et le canyon se constitue d’un chenal encaissé, profond (jusqu’à 1 000 m de profondeur), à faible inclinaison (5-8°) et avec des versants latéraux pentus. La déclivité des versants du chenal est variable, avec une pente moyenne de 15-20° et la présence à l’ouest de corniches de plusieurs centaines de mètres de haut pouvant atteindre ponctuellement 45° d’inclinaison.

### Goulet d’étranglement
Le goulet d’étranglement situé à environ 43°1’ N et 5°25’ E est formé par un rétrécissement du chenal du canyon (500 m de large) qui aboutit à une obturation du chenal par un verrou central haut de 140 m. À cet endroit, le chenal est profond de 1 000 m et orienté au nord. Ses versants sont formés de corniches de plusieurs centaines de mètres de haut, avec des parois inclinées à 45°.

### Plaine abyssale
Située en aval du goulet d’étranglement, cette plaine orientée au nord se caractérise par un chenal élargi, profond de 1 000 à 2 300 m, présentant une pente plus faible (1-2°) que celle de la zone de tête de canyon. Les flancs de cette plaine présentent eux aussi des inclinaisons plus faibles.
On notera à l’ouest l’existence d’un canyon bifide en lien avec le canyon du Planier.
Elle est située au large du littoral français, au large du littoral de Cassis et Port-Miou, au cœur du Parc national des Calanques. Depuis 1966, les résidus de bauxite de l’usine d’alumine de Gardanne (alors Pechiney) sont rejetés dans la fosse de Cassidaigne via un pipeline, par 320 m de profondeur. Le choix de cette solution faisait suite à des études d’impact menées pendant quatre ans par l’Institut Scientifique et Technique des Pêches Maritimes de Sète, de l’Office Français de Recherche Sous-Marine, de la Station Marine d’Endoume et des services d’études et de recherches d’Aluminium Pechiney.

## Écologie
Le canyon de Cassidaigne abrite des milieux très spécifiques et très riches qui ont suscité l’intérêt de la communauté scientifique. Ces dernières années, plusieurs campagnes de prélèvements et d’observations par vidéo ont été réalisées et ont fait l’objet de publications et rapports scientifiques.
Au regard des dernières campagnes, le canyon de Cassidaigne fait partie des sites les plus exceptionnels de la façade méditerranéenne française par l’exubérance des espèces et l’abondance des individus. L’hétérogénéité des substrats, la courantologie, la proximité de la côte et l’influence de rejets anthropiques directs en font un canyon unique.
Ainsi, une étude réalisée par l’IFREMER a permis de recenser dans la fosse de Cassidaigne les biocénoses, faciès et espèces observés pendant la campagne MEDSEACAN :
- la bicénose des coraux profonds a été observée entre 200 et 210 m de profondeur. Il s’agirait d’une exception en Méditerranée ; en effet, Madrepora oculata (aussi appelé corail en zigzag) n’est en général pas observé à de si faibles profondeurs. La présence de Madrepora oculata à cette profondeur semble connue à Cassidaigne depuis 1955.
- des espèces d’antipathaires (corail noir) ont souvent été observées du rebord du plateau jusqu’à environ 600 m. Les colonies sont nombreuses dans le canyon de la Cassidaigne.
- les communautés de faune des roches bathyales présentent une diversité plus élevée dans certains canyons que dans d’autres. Jusqu’à une soixantaine d’espèces ont pu être identifiées dans le canyon de la Cassidaigne contre une vingtaine d’espèces dans d’autres canyons de la Méditerranée.

## Rejet des résidus de bauxite
La fosse de Cassidaigne est utilisée depuis 1966 par l’usine d’alumine de Gardanne (alors Pechiney) pour rejeter ses résidus de bauxite.
Cette usine produit de l'alumine à partir de la bauxite via le procédé Bayer. Ce procédé est source de production d'une grande quantité de déchets appelés « boues rouges » (en raison de la couleur qui leur est donnée par une haute teneur en oxydes de fer). Ces « boues » sont composées de 5 % de résidus de bauxite et de 95 % d’eau.
Depuis 1966, les boues rouges produites par l'usine sont rejetées en mer via un pipeline enterré puis sous-marin, de 55 km de long, qui débouche à 7 km du trait de côte et par 320 mètres de fond dans la fosse de Cassidaigne, profonde de plus de 2 000 m. Depuis un arrêté de 1996, pris par l’État français pour respecter la Convention de Barcelone, la quantité de rejets diminue. Aujourd’hui, 60 % sont envoyés en mer et 40 % sont traités à terre.
Depuis 1967, ce sont des millions de tonnes de boues rouges qui ont été ainsi immergées, provoquant la colère ou l'indignation de nombreuses associations ou personnalités impliquées dans la pêche, l'environnement, l'exploration ou la protection des océans. En 1995 lors de la demande de renouvellement de l'autorisation d'occupation du domaine maritime par Péchiney, l'État a tranché à nouveau en faveur de l'industriel, l'autorisant à déverser ses résidus jusqu'en 2015 (plus de 40 ans de rejets).
Cette autorisation s’est accompagnée de la mise en place par la préfecture des Bouches du Rhône et d’un Comité scientifique de suivi des rejets de Gardanne dont la mission consiste, d’une part, à acquérir une meilleure connaissance de l’impact et du devenir des résidus rejetés en fosse de Cassidaigne, et d’autre part, à rechercher des solutions de valorisation à terre de ces résidus.
Tous les cinq ans, la direction de l'usine fait effectuer des relevés le long de la canalisation et à son ouverture.
Les travaux menés par le Comité scientifique de suivi depuis 1995 ont conclu que :
- la canalisation véhiculant les écoulements sert de refuge à de grands crustacés ou de poissons jusqu’à 250 mètres de fond,
- les fonds marins touchés par les résidus restent diversifiés dans leur peuplement et peu perturbés par les rejets.

La qualité scientifique des travaux de ce comité est fortement contestée par Olivier Dubuquoy (en), un lanceur d'alerte, qui reproche au comité des méthodes d'étude inadaptées et des résultats biaisés écartant les études indépendantes, et qui dénonce son rôle partial comme instrument de communication au service des intérêts du donneur d'ordre,.
Au milieu des années 80, environ 1,04 million de tonnes étaient déversées en mer chaque année. En 2015, ce sont 6 tonnes d’aluminium, 83 kilos de fer, 11 kilos d’arsenic et 20 mg de mercure qui partent en mer chaque jour. Début 2016, l'autorisation est prolongée pour 6 ans.

### Composition des boues rouges
En 2013, l'usine a rejeté sous forme de 180 000 tonnes de boues rouges :
- 12 000 tonnes d'oxyde d'aluminium,
- 49 000 tonnes d'oxyde de fer,
- 17 000 tonnes d'oxyde de titane (2005),
- 321 tonnes de chrome,
- 15 tonnes de zinc,
- 13 tonnes de plomb,
- 7 tonnes de cuivre,
- 7 tonnes de nickel,
- 0,33 tonne d'arsenic

En comparaison des sédiments naturels non contaminés, les boues rouges sont caractérisées par des teneurs en fer et en métaux lourds supérieures ou très supérieures à la moyenne, pour le titane, le chrome, le vanadium et le plomb, et par un important déficit en manganèse,.
D'autre part, la concentration importante de radionucléides naturels dans les boues (uranium 238, thorium 232 et leurs éléments descendants) entraîne un niveau de radioactivité local quatre à huit fois supérieur à la normale dans les zones où elles sont entreposées, ce qui pose de nouveaux problèmes de santé publique et d'environnement, pour le stockage à terre comme pour les rejets en mer.
L'usine de Gardanne devait trouver une autre solution car le rejet de boue doit être interdit au 1er janvier 2016. Le propriétaire actuel, le groupe Alteo, qui s'était engagé à cesser les rejets de résidus de bauxite en mer fin 2015, a demandé en 2014 une nouvelle dérogation afin de poursuivre les rejets liquides en mer. Deux rapports, du BRGM et de l'Anses ont conclu à des lacunes en matière d’analyse des risques, ce qui a conduit en avril 2015 le ministère de l’Écologie à demander à l’entreprise de nouvelles analyses, et à reporter l'enquête publique (alors prévue au printemps 2015) concernant la demande de prolongation d’autorisation de rejets en mer (à partir du 1er janvier 2016). L’Anses a jugé insuffisantes les données sur l’exposition du public aux contaminants (via les poissons ou les fruits de mer et/ou l’ingestion d’eau de baignade). De plus, les taux des contaminants des poissons pêchés n’avaient pas été comparés à ceux d’une zone-témoin ou de référence, alors que des « écarts notables pour l’arsenic, le mercure et le plomb » avaient été mis en évidence (ce qui rend plus complexe l'évaluation des impacts sanitaires). L’Anses demande aussi une meilleure modélisation du panache sous-marin et une caractérisation plus précise de la zone directement ou indirectement touchée.

### Ecotoxicité en laboratoire
Les particules fines relarguées par ces boues sont assez toxiques pour - en laboratoire - inhiber l'embryogenèse et la spermiogenèse des oursins. Elles sont également génotoxiques, c'est-à-dire susceptible d'affecter durablement (de génération en génération) le génome des espèces qui sont en contact avec elles.
Il faut noter que les particules fines en suspension ont un effet sensiblement plus toxique (dès la concentration de 0,1 %) que celles déposées dans le lit du canyon. Chez la seule espèce d'huître qui semble avoir été étudiée en présence de ces produits, les particules fines des effluents industriels bruts, ont des effets, même à la plus faible concentration (0,01 %), avec un taux moyen d'anomalies de reproduction supérieur à 94 %. Cette même huître se montre affectée par une exposition à la poudre de bauxite pulvérisée et aux boues rouges ; pour une dilution de 0,1 % dans l'eau, 2/3 des larves meurent avant le stade coquillé et moins d'un tiers d'entre elles sont normales. À une dilution de 1 %, 85 % des larves sont bloquées avant le stade coquillé. L'effet global à moyen et long termes sur les écosystèmes n'est pas connu, en particulier pour la faune fouisseuse des sédiments et les chaînes alimentaires qui en dépendent.
[réf. nécessaire]

### Ecotoxicité constatée dans la fosse de Cassidaigne
Des études scientifiques conduites sur 19 points de prélèvement en fosse de Cassidaigne font apparaître les résultats suivants : quatre tests en toxicité ont été reconduits sur quatre campagnes de prélèvement des sédiments sous-marins (1997, 1999, 2002, 2007) afin de vérifier la stabilité des résultats dans le temps. Ces études ont été réalisées par l’association ADECTox à Bordeaux. Elles portent sur :
- la mortalité des spécimens
- les altérations génétiques éventuelles
- le développement des larves

|                                                               | 1997                                       | 1999                             | 2002                            | 2007                                                                     | 2012                                                                      |
| ------------------------------------------------------------- | ------------------------------------------ | -------------------------------- | ------------------------------- | ------------------------------------------------------------------------ | ------------------------------------------------------------------------- |
| Test microtox d’inhibition de la luminescence (AFNOR T90-320) | sur la bactérie Photobacterium phosphoreum | sur la bactérie Vibrio fischeri  | sur la bactérie Vibrio fischeri | sur la bactérie Vibrio fischeri pour les lixiviats et la fraction solide | sur la bactérie Vibrio fisacheri pour les lixiviats et la fraction solide |
| Test de létalité (AFNOR T90-307)                              | sur le loup Dicentrarchus labrax           | sur le loup Dicentrarchus labrax |                                 |                                                                          |                                                                           |
| Test de génotoxicité (OCDE 471)                               | sur la bactérie Salmonella typhimurium     | sur la bactérie Vibrio fischeri  |                                 |                                                                          | sur la bactérie Salmonella typhimurium                                    |
| Test de développement larvaire (ASTM 1989)                    | sur l’oursin Paracentrotus lividus         | sur la moule Mytilus sp.         | sur la moule Mytilus sp.        | sur l’huitre pour les lixiviats et la fraction solide                    | sur l’huître pour les lixiviats et la fraction solide                     |
| Radioactivité (ASTM 1993)                                     |                                            |                                  |                                 | sur résidus en place                                                     | sur amphipode corophium de la fraction solide                             |

Bilan général sur les tests d’écotoxicologie (1998-2012) : 
182 biotests effectués sur 19 points de prélèvement confirment l’innocuité générale des résidus collectés en mer.
Les résultats obtenus sur quatre stations suivies régulièrement depuis 1997 ne montrent pas d’évolution temporelle significative de l‘écotoxicité. Cependant, les résultats sur le développement larvaire (% de larves anormales) montrent une toxicité moyenne (deux stations en 1997 et une autre en 2012 avec un niveau 2). En 2002 et 2007, les notes attribuées à ces stations sont toutefois inférieures : risques négligeables à faibles.
Il a été observé dans la fosse de Cassidaigne une diminution de la richesse des espèces et de la population moyenne proportionnellement à la profondeur. Une telle diminution est habituelle sur la pente continentale et ne peut pas être attribuée à une perturbation anthropique de l’écosystème.

### Risques majeurs
En 2007, dans le cadre du Plan séisme, l’État français a confié au BRGM une étude préliminaire de l’aléa tsunamis en Méditerranée occidentale.
Dans le cadre de cette étude, un zonage sismique au 1:2 000 000 de la Méditerranée occidentale (Terrier, 2007) a été proposé à partir de la consultation des zonages sismiques existants (zonages de la France, l’Italie, la Tunisie, l’Algérie, le Maroc, l’Espagne) et autres publications scientifiques et, d’autre part, de l’interprétation des données tectoniques, bathymétriques et sismologiques.
Ainsi chaque zone est caractérisée notamment par un mécanisme de rupture et l’évaluation du séisme maximal.
Le canyon de Cassidaigne se situe principalement dans une zone réputée tectoniquement stable, faiblement sismique. Le zonage probabiliste de la France affiche une valeur maximale de magnitude égale à 5,6. Le séisme d’intensité la plus forte connue et dont l’épicentre se trouve dans la zone s’est produit le 19 février 1984 et avait une magnitude de 4,3.
En France, selon le plan séisme, pour la région Provence-Alpes-Côte d'Azur, « 17 secteurs susceptibles de subir des instabilités de versant avec mobilisation brutale de terrain pour un volume d’au moins 100 000 m3 » (c'est-à-dire susceptible de produire un bouleversement du fond marin, et une onde de type tsunami) ont été identifiés par le BRGM. Le BRGM estime que 3 zones sont plus à risque, avec en particulier un risque d'« instabilités avec des volumes dépassant très largement 500 000 m3 » :
Parmi ces 17 sites, trois secteurs sont plus à risque d'instabilité créatrice de tsunami :
- la zone qui va du cap Canaille au Revestel (proche de Cassis) ;
- la zone du cap Nègre (Var) ;
- la zone des falaises d’Èze (Alpes maritimes).

Cassis est même particulièrement mal situé de ce point de vue, puisque les volumes potentiels estimés susceptibles de "glisser" ou s'effondrer sont les plus élevés parmi les sites les plus à risque :
- Près d'un million de m3 au droit du Revestel (960 000 m3 plus précisément) et
- 800 000 m3 au cap Canaille.

L’un des auteurs de cet article estime que « le risque principal semble être celui d'une remise en suspension brutale et importante des sédiments toxiques accumulés depuis plus de 40 ans dans les grands fonds. Ceci peut arriver à échelle locale en cas de chalutage, mais la probabilité de remise en suspension est bien plus liée au fait que cette région est soumise au risque sismique, ce qui a été confirmé par les études de mise à jour du plan séisme pour sa partie sous-marine 4,5. Le risque est lié à de très épisodiques tsunamis, plus ou moins importants, mais surtout à des événements plus modestes et beaucoup plus fréquemment qui sont des glissements de terrain sous-marins, dont sur les flancs de la fosse et du canyon sous-marin. »
Or, en cas de tsunami, les dépôts de résidus de bauxite déposés sur les fonds ne seront pas remis en suspension ; ils ont une granulométrie et une densité proches de celles des sédiments marins et se redéposeront vers le fond après un soulèvement.
[réf. nécessaire]
De la même manière, l'aléa sismique est une source de risque à terre pour les barrages et digues qui retiennent des déchets industriels. Ce risque est inexistant car depuis l’accident d’Ajka en Hongrie en 2010, les producteurs d’alumine en Europe, dont Alteo, ont cessé tout stockage de boues liquides à terre.
[réf. nécessaire]